# Колата
Колата (пол. Kołata, нім. Randhof) — село в Польщі, у гміні Победзиська Познанського повіту Великопольського воєводства.
Населення — 146 осіб (2011).
У 1975-1998 роках село належало до Познанського воєводства.

## Демографія
Демографічна структура станом на 31 березня 2011 року:
|          | Загалом | Допрацездатний вік | Працездатний вік | Постпрацездатний вік |
| -------- | ------- | ------------------ | ---------------- | -------------------- |
| Чоловіки | 78      | 21                 | 53               | 4                    |
| Жінки    | 68      | 19                 | 36               | 13                   |
| Разом    | 146     | 40                 | 89               | 17                   |